# الیانس، سورینام
الیانس، سورینام (به لاتین: Alliance, Suriname) یک شهرک در سورینام است که در وانت واقع شده‌است.